# Оукс (Оклахома)
Оукс (англ. Oaks) — місто (англ. town) в США, в округах Делавер і Черокі штату Оклахома. Населення — 267 осіб (2020).

## Географія
Оукс розташований за координатами 36°10′10″ пн. ш. 94°51′9″ зх. д. / 36.16944° пн. ш. 94.85250° зх. д. (36.169576, -94.852618).  За даними Бюро перепису населення США в 2010 році місто мало площу 2,10 км², уся площа — суходіл.

## Демографія
Згідно з переписом 2010 року, у місті мешкало 288 осіб у 89 домогосподарствах у складі 69 родин. Густота населення становила 137 осіб/км².  Було 105 помешкань (50/км²).
Расовий склад населення:
| - 77,4 % — корінних американців - 18,4 % — білих |

До двох чи більше рас належало 3,8 %. Частка іспаномовних становила 3,1 % від усіх жителів.
За віковим діапазоном населення розподілялося таким чином: 28,1 % — особи молодші 18 років, 59,7 % — особи у віці 18—64 років, 12,2 % — особи у віці 65 років та старші. Медіана віку мешканця становила 35,8 року. На 100 осіб жіночої статі у місті припадало 101,4 чоловіків;  на 100 жінок у віці від 18 років та старших — 102,9 чоловіків також старших 18 років.
Середній дохід на одне домашнє господарство  становив 34 701 долар США (медіана — 31 705), а середній дохід на одну сім'ю — 35 674 долари (медіана — 36 250). За межею бідності перебувало 41,7 % осіб, у тому числі 61,5 % дітей у віці до 18 років та 25,7 % осіб у віці 65 років та старших.
Цивільне працевлаштоване населення становило 103 особи. Основні галузі зайнятості: мистецтво, розваги та відпочинок — 35,9 %, освіта, охорона здоров'я та соціальна допомога — 24,3 %, виробництво — 14,6 %, роздрібна торгівля — 8,7 %.